# NGC 4098
NGC 4098 = NGC 4099 ist ein verschmelzendes Galaxienpaar vom Hubble-Typ S im Sternbild Haar der Berenike. Es ist schätzungsweise 324 Millionen Lichtjahre von der Milchstraße entfernt.
Das Objekt wurde am 26. April 1785 von Wilhelm Herschel entdeckt.